# Journal des marches et des opérations
Pour les articles homonymes, voir JMO.

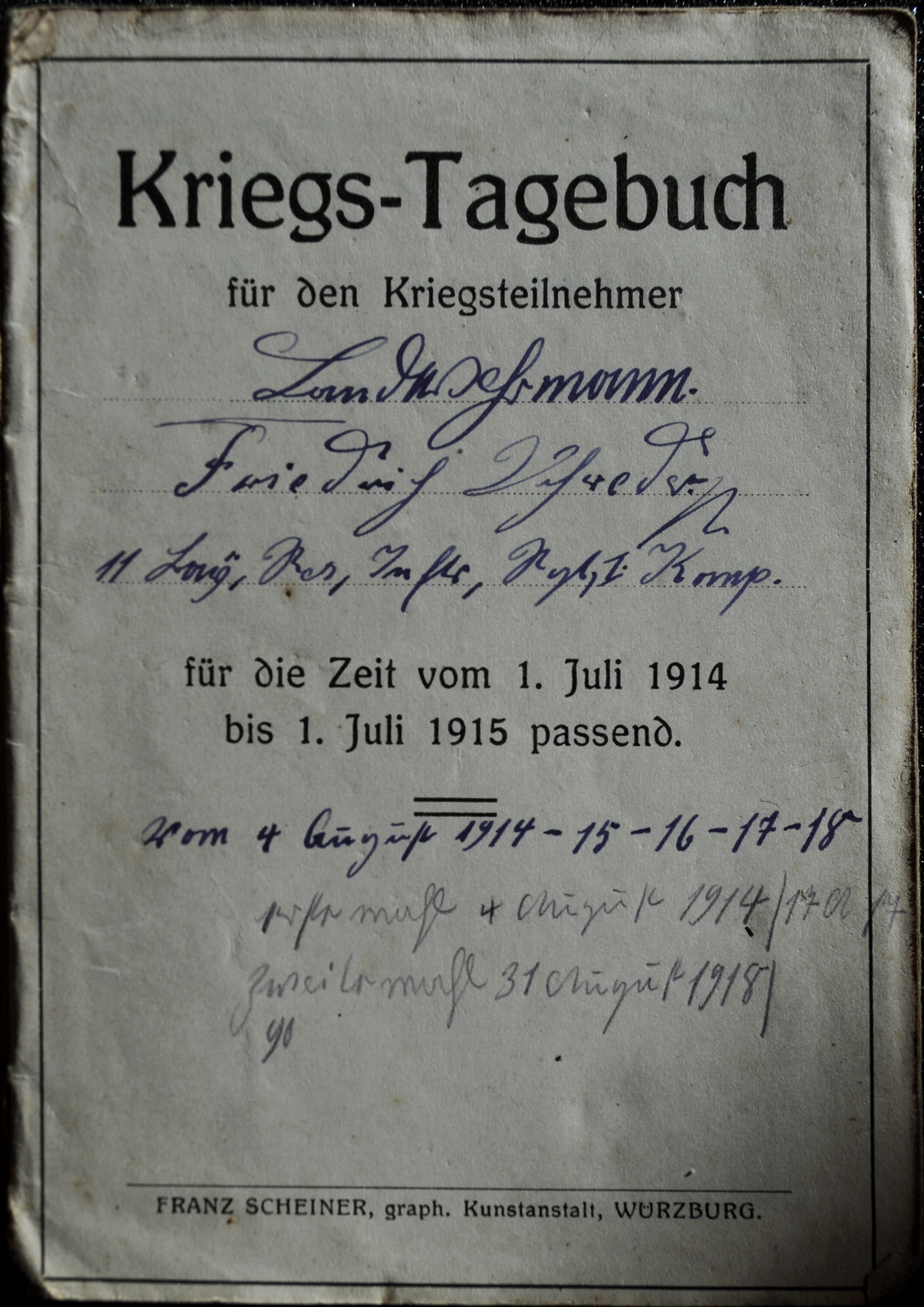
Journal allemand de guerre (1914-1915) de Friedrich Schröder.

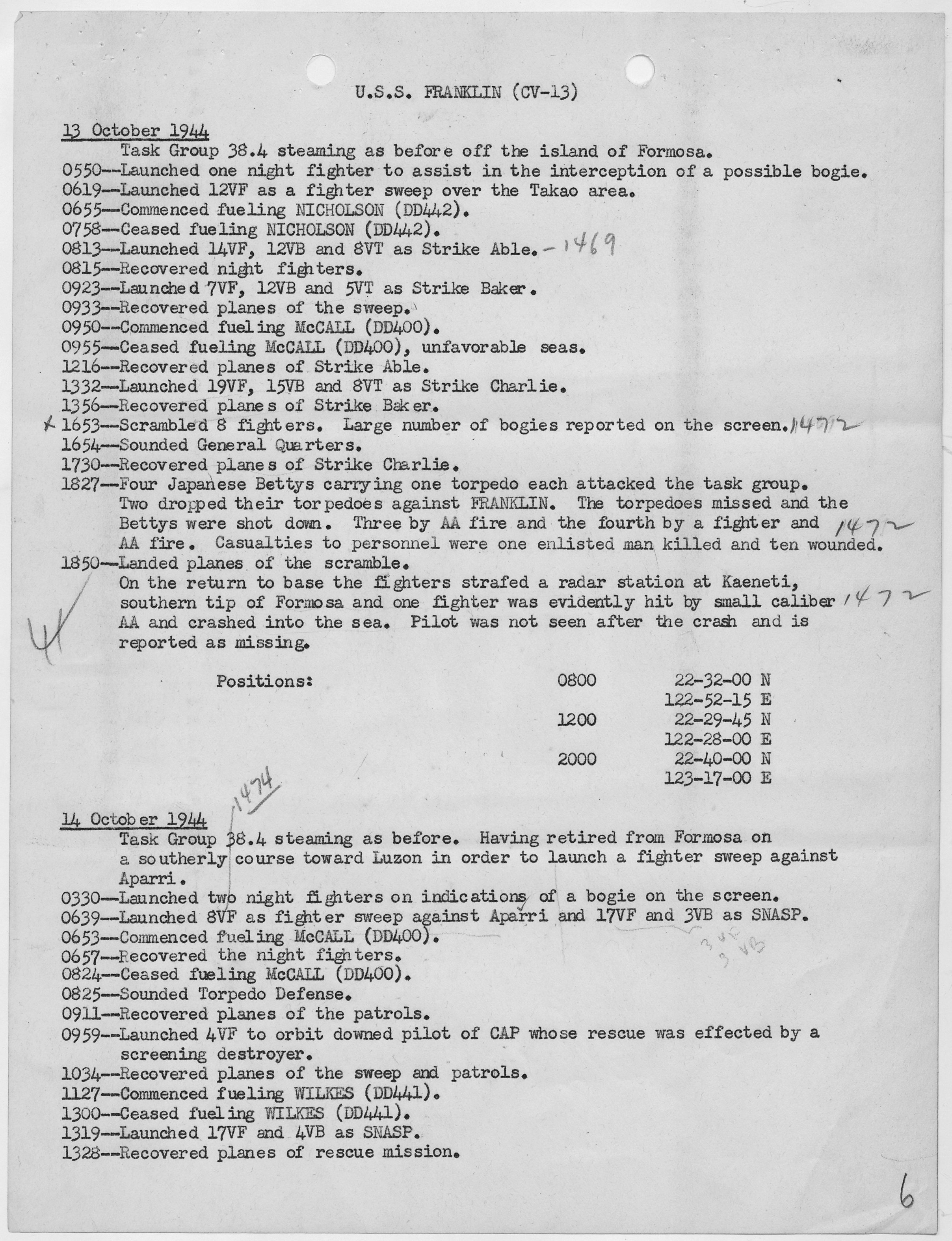
Une page du journal de guerre de l', 13 octobre 1944. - NARA - 305242

Un Journal des marches et opérations (JMO) est un document relié relatant les événements vécus par chaque état-major et corps de troupe (groupes d'armées, armée, corps d'armée, division, brigade ou régiment) au cours d’une campagne. Un JMO peut contenir quelques pages et certains approchent les mille pages.

## Historique
- 5 décembre 1874 : Les JMO sont instaurés en France par instruction[1].

On trouve un Journal des Marches et des Opérations par unité quelle que soit sa taille.

## Contenu
Les JMO contiennent les faits, les combats ou les reconnaissances, au quotidien. Ils sont accompagnés :
- pour les reconnaissances et les combats :
  - des buts recherchés,
  - de la position des troupes
  - de la composition du corps en mouvement
  - des résultats obtenus.
  - d’un rapport
  - des pertes subies
- On y trouve également :
  - la composition du corps
  - les itinéraires suivis
  - les emplacements des camps et des cantonnements
  - les emplacements sur le front
- et parfois au fil des pages 
  - des cartes
  - des croquis
  - des croquis d’observation
  - des photographies[2]
  - les citations
  - les promotions
  - les mutations
  - les renforts

## JMO sur internet
On trouve sur Internet beaucoup d’extraits de JMO sur des sites spécialisés mais également sur des pages personnelles.
Toutefois la base de référence depuis le 5 novembre 2008 est le site Mémoire des hommes, géré par le Secrétariat Général pour l’Administration (SGA) et plus particulièrement par la Direction de la Mémoire, du Patrimoine et des Archives (DMPA) qui permet la consultation de plus de 3 300 000 pages des JMO de 1914 à 1918 (certains débutent en 1912, d'autres se terminent en 1920) consultables en ligne.

## Sources et références
1. ↑  Sandrine Aufray, Benoît Lagarde et Michel Roucaud, « Les journaux des marches et opérations des unités de l’armée de Terre », Presses universitaires de Rennes.
2. ↑  Photo aérienne prise le 25 mai 1917 par la 39e compagnie d’aérostiers
3. ↑  Dossier de presse